# Мытка
Мытка — река в России, течёт по территории Красноборского района Архангельской области и Усть-Куломского района Республики Коми. Впадает в Осу по правому берегу, на высоте 111 м над уровнем моря. Длина реки составляет 65 км.

## Данные водного реестра
По данным государственного водного реестра России относится к Двинско-Печорскому бассейновому округу, водохозяйственный участок реки — Мезень от истока до водомерного поста у деревни Малонисогорская. Речной бассейн реки — Мезень.
Код объекта в государственном водном реестре — 03030000112103000046309.